# Kreenholmi Stadium
Kreenholmi Stadium é um estádio multi-uso localizado em Narva, Estónia.